# Michel van de Korput
Michaël Antonius Bernadus „Michel“ van de Korput (* 18. September 1956 in Drimmelen-Wagenberg) ist ein ehemaliger niederländischer Fußballspieler.
Der Niederländer war stets bei seinen Vereinen ein zuverlässiger Verteidiger. Seine Zeit beim 1. FC Köln verlief jedoch glücklos. Vom Verletzungspech gebeutelt, kam er in seiner zweiten Saison beim FC nicht mehr zum Einsatz und wurde schließlich abgegeben. Für sein Heimatland bestritt er 23 Länderspiele.

## Statistik
23 Länderspiele für die Niederlande
- Bundesliga
27 Spiele 1. FC Köln

- DFB-Pokal
2 Spiele 1. FC Köln

- UEFA-Pokal
10 Spiele; 1 Tor 1. FC Köln

## Erfolge
- 1986 UEFA-Pokal-Finale